# قشطه صدفی
قشطه صدفی (نام علمی: Annona squamosa) نام یک گونه از سرده Annona است.